# Association des consommateurs du Sénégal

Logo de l'ASCOSEN

L'Association des consommateurs du Sénégal (ASCOSEN) est l'une des plus dynamiques associations de consommateurs d'Afrique.
Elle a obtenu la fermeture de Coca-Cola Sénégal pendant une semaine pour présence de moisissures dans des bouteilles de Coca et de Sprite de 1 litre et demi. 
Elle a organisé le 30 mars 2008 au Sénégal une manifestation contre la vie chère violemment réprimée par les forces de l'ordre qui a donné lieu à la naissance au terme"émeutes de la faim" car les manifestants portaient des t-shirts sur lesquels étaient inscrit "On a faim ça suffit !". Et a beaucoup d'autres résultats à son actif.
Elle est dirigée depuis 1994 par Monsieur Momar Ndao réélu le 3 novembre 2008.